# Vittorio Scialoja

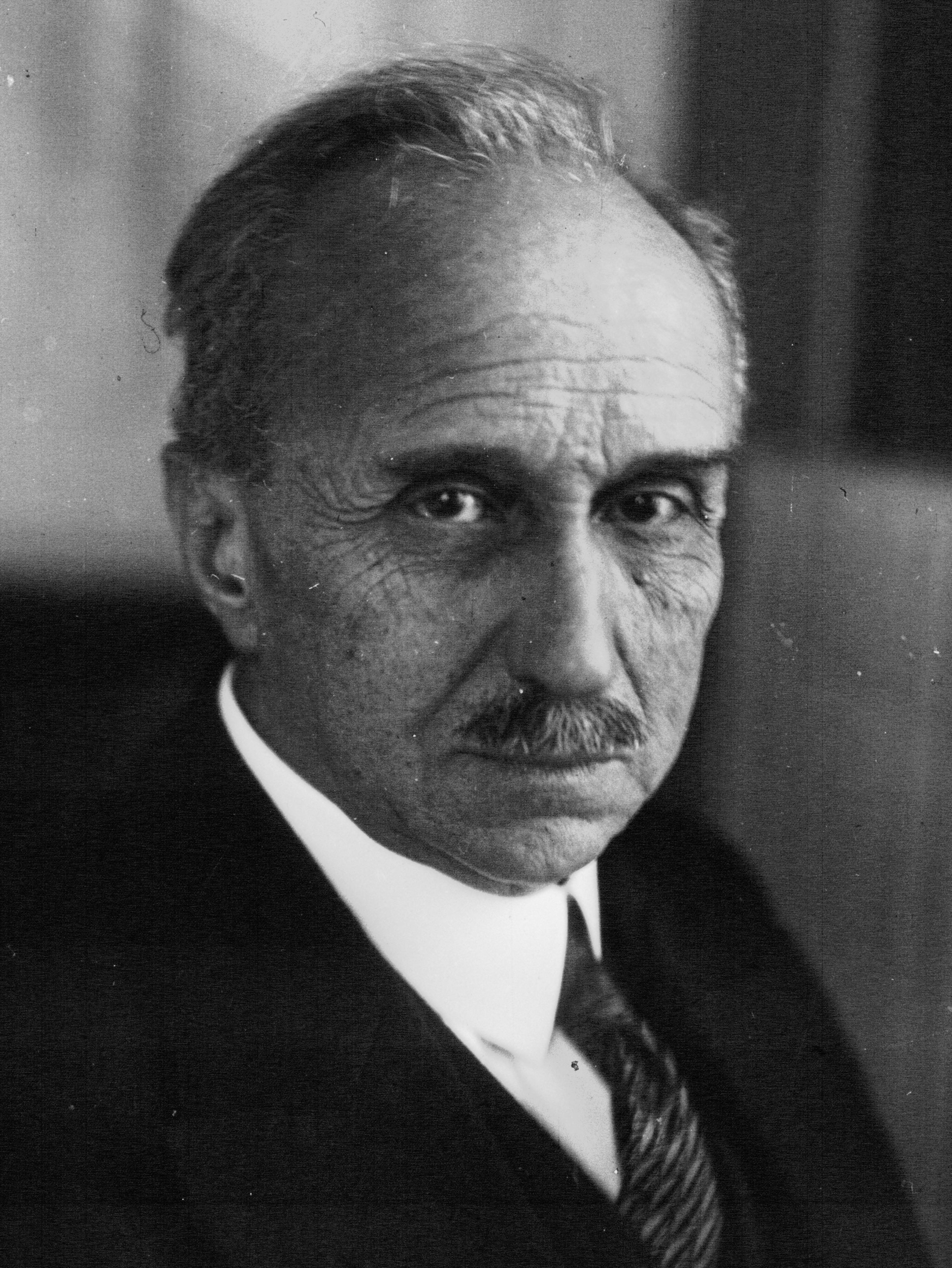
Vittorio Scialoja (1927)

Vittorio Scialoja (* 24. April 1856 in Turin; † 19. November 1933 in Rom) war ein italienischer Jurist, Hochschullehrer und Politiker, der durch die Übersetzung von Friedrich Carl von Savignys System des heutigen römischen Rechts in die Italienische Sprache unter dem Titel Sistema di diritto Romano attuale (1886–1898) ein maßgeblicher Vertreter des italienischen Zivilrechts sowie sowohl Justiz- als auch Außenminister war.

## Leben

### Studium und Hochschullehrer
Vittorio Scialoja war eines von fünf Kindern des Wirtschaftswissenschaftlers und Finanzministers (1865 bis 1867) Antonio Scialoja und dessen Ehefrau Giulia Achard (1823–1878).
Als Schüler besuchte er das renommierte Liceo Dante in Florenz. Nach dem Studium der Rechtswissenschaften übernahm er 1879 eine Professur für Römisches Recht an der Universität Camerino sowie im Anschluss 1881 an der Universität Siena, ehe er 1884 zum Professor für Römisches Recht an der Universität La Sapienza berufen wurde und dort fast fünfzig Jahre bis 1931 lehrte.
Während dieser Zeit gab er zwischen 1886 und 1898 mit Sistema di diritto Romano attuale eine umfangreiche Übersetzung von Friedrich Carl von Savignys System des heutigen römischen Rechts in italienischer Sprache heraus und trug dadurch maßgeblich zum Verständnis des italienischen Zivilrechts dieser Zeit bei. Er gehörte damit neben Filippo Serafini und Contardo Ferrini zu den führenden Wissenschaftlern auf dem Gebiet des Römischen Rechts jener Zeit. Neben seiner Lehrtätigkeit war er Gründer und Ständiger Sekretär des Instituts für Römisches Recht sowie Förderer und Präsident des Internationalen Instituts für die Vereinheitlichung des Privatrechts.

### Senator und Minister
Zu Beginn des 20. Jahrhunderts begann er zudem mit seiner politischen Laufbahn und wurde 1904 zum Senator ernannt. Am 11. Dezember 1909 wurde er im Kabinett Sonnino II Justizminister und bekleidete dieses Amt bis zum Ende von Ministerpräsident Sidney Sonninos Amtszeit am 31. März 1910.
Während des Ersten Weltkrieges war er vom 18. Juni 1916 bis zum 30. Oktober 1917 Minister ohne Geschäftsbereich für Propaganda in der Regierung von Ministerpräsident Paolo Boselli.
Am 26. September 1919 berief ihn Ministerpräsident Francesco Saverio Nitti Scialoja, der 1918 Mitglied der Accademia Nazionale dei Lincei wurde, zum Außenminister in dessen ersten Kabinett. Das Amt des Außenministers bekleidete er auch im Kabinett Nitti II bis zum 15. Juni 1920 und war während dieser Zeit auch Delegierter bei der bis Januar 1920 dauernden Pariser Friedenskonferenz.
1921 wurde Scialoja Vertreter Italiens beim Völkerbund und bekleidete dieses Amt elf Jahre lang bis 1932. Während dieser Zeit war er zudem von 1926 bis 1932 erstmals Präsident der Accademia Nazionale dei Lincei und wurde 1927 mit dem Ehrentitel eines Staatsministers ausgezeichnet. Zuletzt war er von Juli bis November 1932 erneut Präsident der Accademia Nazionale dei Lincei.
Für seine langjährigen Verdienste in der Politik und im italienischen Rechtswesen wurde Scialoja mit den Großkreuzen vom Ritterorden der hl. Mauritius und Lazarus und vom Orden der Krone von Italien ausgezeichnet.

## Veröffentlichungen (Auswahl)
- Sistema di diritto Romano attuale (1886–1898)
- I problemi dello Stato italiano dopo la guerra (1918)
- Discorsi alla Società delle Nazioni (1932)
- Studi giuridici e Scritti e discorsi politici (7 Bände, 1932–36)